# Koszyce (województwo świętokrzyskie)
Koszyce – wieś w Polsce położona w województwie świętokrzyskim, w powiecie opatowskim, w gminie Wojciechowice

## Części miejscowości
| SIMC    | Nazwa           | Rodzaj    |
| ------- | --------------- | --------- |
| 0810041 | Koszyce-Folwark | część wsi |
| 0810058 | Koszyce-Kolonia | część wsi |
| 0810064 | Koszyce-Wieś    | część wsi |

Obiekty fizjograficzne znajdujące się na terenie miejscowości noszą nazwy: Chłopskie Łąki, Chłopskie Pola, Dworskie Łąki i Podworskie Pola.

## Historia
Tereny miejscowości były zamieszkane już w neolicie. W Koszycach znaleziono narzędzia krzemienne i naczynia kultury pucharów lejkowych i kultury amfor kulistych.
Pierwsze wzmianki o Koszycach pochodzą z XV wieku. Wieś była wówczas własnością Piotra z Wyszmontowa, sędziego sandomierskiego. W XVI w. Koszyce należały między innymi do sędziego i podstarościego Władysława Bidzińskiego. Prywatna wieś szlachecka położona była w drugiej połowie XVI wieku w powiecie sandomierskim województwa sandomierskiego.
W XIX wieku był to folwark wchodzący w skład majątku Wojciechowice Wielkie. Przez kilkadziesiąt lat dobra były własnością rodziny Jasieńskich. W 1872 r. majątek nabył Józef Wykowski. W 1882 r. kupił go od spadkobierców Wykowskiego Mieczysław Cichowski. Wieś posiadała wówczas 13 domów, 115 mieszkańców i zajmowała obszar 370 morgów. W 1884 r. z dóbr Wojciechowice wydzielono folwark Koszyce o obszarze 331 morgów. W 1904 r. folwark nabył Stanisław Baczyński. Od 1918 r. był on własnością rodziny Roguskich .
W 1921 mieszkało tu 1475 osób. W 1929 był tu kościół katolicki i synagoga. Działał Związek Kupców Żydowskich.
Po II wojnie światowej dwór w Koszycach użytkowany był przez Rolniczą Spółdzielnię Produkcyjną w Gierczycach.
W latach 1975–1998 miejscowość administracyjnie należała do województwa tarnobrzeskiego.

## Zabytki
- Ruiny dworu z początku XX w. z pozostałościami parku. Znajdują się na wzgórzu leżącym nad doliną Gierczanki. Była to trzykondygnacyjna budowla wzniesiona z czerwonej cegły. Dwór miał 25 pomieszczeń o łącznej powierzchni 700 m². Obok znajdują się zabudowania gospodarcze z chlewnią – wykorzystywaną do dzisiaj. Pozostałe budynki są opuszczone.
- Pozostałości kurhanu, częściowo zniszczonego na skutek pobierania lessu na budowę drogi.